# Seznam osebnosti iz Občine Pesnica
Seznam osebnosti iz občine Pesnica vsebuje osebnosti, ki so se rodile, delovale ali umrle v občini Pesnica.
Občina Pesnica ima 23 naselij: Dolnja Počehova, Dragučova, Drankovec, Flekušek, Gačnik, Jareninski Dol, Jareninski Vrh, Jelenče, Kušernik, Ložane, Mali Dol, Pernica, Pesnica pri Mariboru, Pesniški Dvor, Počenik, Polička vas, Polički Vrh, Ranca, Ročica, Slatenik, Spodnje Dobrenje, Spodnje Hlapje, Spodnji Jakobski Dol, Vajgen, Vosek, Vukovje, Vukovski Dol, Vukovski Vrh, Zgornje Hlapje, Zgornji Jakobski Dol

## Znanost in humanistika
- Ivo Štandeker (22. avgust 1961 Ranca – 16. junij 1992 Sarajevo), novinar, prevajalec. Otroštvo preživel v Pesnici pri Mariboru, častni občan občine Pesnica.
- Avguštin Reisman (28. avgust 1889 Počenik – 20. februar 1975 Maribor), pravnik in odvetnik.
- Ivo Zupanič (9. december 1890 Vajgen pri Jarenini – 26. junij 1986 Maribor), enolog.
- Ljubo Žlebnik (20. januar 1929 Pesnica pri Mariboru), geolog.

### Religija
- Franc Čepe (22. avgust 1802 Gaj nad Mariborom – 23. julij 1861 Jareninski Dol), duhovnik in narodni delavec.
- Lidvina Purgaj (21. marec 1861 Pernica – 4. februar 1925 Ljubljana), gospodinjska pisateljica in redovnica, šolska sestra. Ustanoviteljica gospodinjske šole.
- Alojzij Čižek (27. maj 1869 Plištanj – 18. april 1933 Jareninski Dol), duhovnik in katehetski pisec.
- Anton Krempl (29. januar 1790 Polički Vrh – 21. december 1844 Mala Nedelja), duhovnik, zgodovinar, nabožni pisatelj in pesnik, narodni buditelj.
- Anton Lah (3. januar 1803 Jareninski Dol – 26. julij 1861 Limbuš), prevajalec, nabožni pesnik. duhovnik.
- Dragotin Šauperl (8. oktober 1840 Pernica – 28. januar 1869 Nova Cerkev), prevajalec in duhovnik.

## Kultura, umetnost

### Glasba
- Ivan Anton Udl (27. december 1814 Jareninski Dol – 27. november 1869 Varaždin), glasbeni pedagog, skladatelj.
- Zlatan Vauda (14. januar 1923 Pernica – 4. november 2010 Beograd), glasbeni pedagog, skladatelj in dirigent.
- Tone Neuvirt (9. januar 1936 Nebova – 8. junij 2021 Pesnica pri Mariboru), glasbenik, skladatelj, dirigent, pozavnist in baritonist.

#### Gledališče
- Mateja Pucko (21. december 1978, Maribor), dramska igralka.
- Lojze Štandeker (8. julij 1911 Gačnik – 11. december 1983 Virovitica), režiser, dramatik, publicist.

### Slikarsto
- Ferdinand Malič (7. marec 1820 Gradec – 10. november 1900 Pernica), slikar.
- Branko Zinauer (31. december 1918 Zgornji Jakobski Dol – 10. december 1968 Maribor), slikar.

### Književnost
- Tone Partljič (5. avgust 1940 Maribor), pisatelj, dramatik, dramaturg, poslanec. Otroštvo preživel v Pesnici.
- Manica Lobnik (13. julij 1927, Vukovski Vrh - 17. september 1974, Golling, Avstrija), pisateljica.

## Politika
- Karl Wenger (1. september 1850 Jareninski Dol – 10. november 1924 Kremsmünster), pravnik, odvetnik, prvi slovenski predstojnik okrajnega sodišča v Lenartu v Slovenskih goricah, sodni svetnik, vodja okrajnega sodišča v Ljubljani.
- Venčeslav Senekovič politik, župan občine Pesnica.
- Gregor Žmak politik, župan občine Pesnica.

## Šport
- Eva Helena Zorman (3. marec 1999) sabljačica.
- Gal Mlaker, športni ples, standardni plesi, latinskoameriški plesi.
- Lana Zagorac, športni ples, standardni plesi, latinskoameriški plesi.
- Jan Muršak (20. januar 1988 Maribor), živi v občini Pesnica, hokejist.
- Rene Krhin (21. maj 1990 Jakobinski Dol), nogometaš.
- Bian Paul Šauperl (15. april 1995 Pesnica), nogometaš.
- Aleš Potrč, svetovni rekord v statičnem kolesarjenju.
- Marija Majda Krajnc, (Pernica), stezno kegljanje.
- Špela Gonza, (Pernica), gorska tekačica
- Maja Kramberger, (Pesnica), Športno plezanje

## Razno
- Berta Čobal - Javornik (22. junij 1925 Pernice – 21. februar 2019 Pernica), učiteljica, pesnica, prozaistka, novinarka. Kulturna delavka, pisala igre in pesmi za odrasle in otroke in drugo otroško literaturo. Častna občanka občine Pesnica.
- Francka Varl - Purkeljc (19. november 1919 Pesnica pri Mariboru – 3. januar 2001), šolnica, slavistka.
- Anita Kirbiš, novinarka.